# فرانتيشك هافيلكا
فرانتيشك هافيلكا (8 يوليو 1908 – 21 مارس 1973) هو ملاكم تشيكوسلوفاكي راحل، مثّل بلاده في الألعاب الأولمبية الصيفية 1936.

## روابط خارجية
فرانتيشك هافيلكا على موقع أوليمبيديا (الإنجليزية)
- فرانتيشك هافيلكا على موقع اللجنة الأولمبية التشيكية (التشيكية)